# Walter Winkler (Rennfahrer, 1926)
Walter Winkler (* 18. Dezember 1926 in Hohndorf; † 28. Januar 2010) war ein deutscher Endurosportler sowie langjähriger Mannschaftsleiter der DDR-Mannschaften im Endurosport.

## Leben

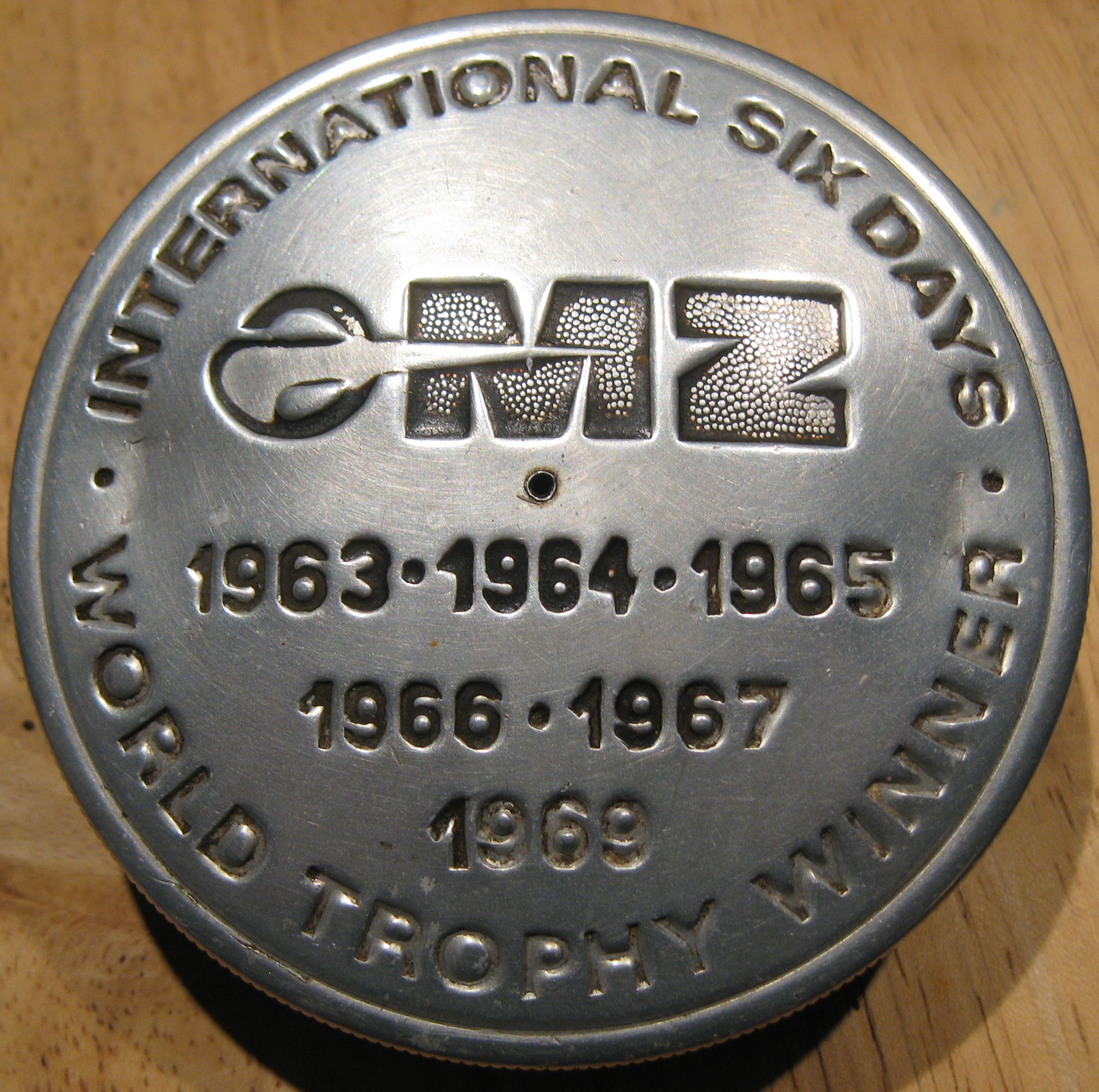
Die Six-Days-Erfolge der 1960er-Jahre, eingeprägt auf dem Tankdeckel eines MZ-Motorrads

Als Aktiver nahm er 1953 an der Internationalen Sechstagefahrt in Gottwaldov teil, 1956 erreichte er in diesem Wettbewerb eine Silbermedaille. 1952–1954 wurde er drei Mal in Folge DDR-Mannschaftsmeister mit der BSG Motor IFA Karl-Marx-Stadt auf einer RT 125. 1956 wurde er DDR-Meister in der Klasse bis 250 cm³ auf einer MZ ES. Im Folgejahr gewann er bei „Rund um Zschopau“ zusammen mit Hans Fischer und Werner Stiegler die Mannschaftswertung.
Nach dem Ende seiner aktiven Motorsportkarriere erfolgt die Berufung zum verantwortlichen Mannschaftsleiter sowie Trainer für den Geländesport der MZ-Sportabteilung. In diesen Funktionen betreute er die DDR-Mannschaften bei den internationalen Geländesport-Veranstaltungen. Unter seiner Führung gewannen sie sieben Mal (1963, 1964, 1965, 1966, 1967, 1969 und 1987) den Trophy-Wettbewerb bei den Six Days. Die Fahrer Peter Uhlig, Werner Salevsky, Fred Willamowski, Manfred Jäger, Harald Sturm und Jens Scheffler errangen insgesamt 13 Europameistertitel. Horst Lohr, Bernd Uhlmann und Karlheinz Wagner gewannen den Europapokal 1967.
Mit dem Ende der Sportabteilung von MZ ging er 1990 in den Ruhestand.